# 岩井宜子
岩井宜子（いわい　よしこ、1941年12月18日-　）は、日本の法学者、弁護士、専修大学名誉教授。

## 経歴
神戸市生まれ。1960年兵庫県立神戸高等学校卒業、1964年東京大学法学部卒業、東京大学法学部助手、1967年法務総合研究所研究官補、1972年弁護士登録、1977年神奈川大学短期大学部助教授、1982年金沢大学法学部助教授、1984年教授、1994年専修大学法学部教授、2004年同法務研究科教授。2012年定年退任、名誉教授。

## 著書
- 『精神障害者福祉と司法』尚学社 1997
- 『刑事政策』尚学社 1999

### 共編著
- 『児童虐待とその対策 実態調査を踏まえて』萩原玉味共編著 多賀出版 1998
- 『児童虐待防止法 わが国の法的課題と各国の対応策』編著 尚学社 2002
- 『児童虐待と現代の家族 実態の把握・診断と今後の課題』中谷瑾子,中谷真樹共編 信山社出版 2003
- 『ファミリー・バイオレンス』編 尚学社 2008

### 翻訳
- T.D.ウェスターマン,J.W.バーフェインド『犯罪と裁判 日米の比較文化論』大野平吉,庭山英雄共訳 尚学社 2000

## 論文
- Cinii